# Porto Fuade
Porto Fuade (em árabe: بور فؤاد; romaniz.: Bur Fu'ad) é uma cidade localizada no nordeste do Egito, sob a jurisdição da província de Porto Saíde. A cidade, situada na margem oriental do Canal de Suez, representa a porção asiática da província de Porto Saíde. Foi fundada em 1920 e oficialmente inaugurada em 21 de dezembro de 1926.
Porto Fuade ocupa uma área de 36 km² e tinha uma população de 97.821 habitantes em 2018.

## História
Porto Fuade foi criada para atender às demandas da expansão do Canal de Suez, com o objetivo de apoiar as operações portuárias e industriais da região. A cidade foi projetada em estilo francês e recebeu seu nome em homenagem ao rei Fuade I.
Em março de 2010, Porto Fuade foi elevada ao status de cidade independente, separando-se administrativamente de Porto Saíde.

## Economia
A economia de Porto Fuade é fortemente baseada nas operações portuárias e no comércio marítimo, devido à sua localização estratégica no Canal de Suez. A cidade também abriga indústrias de construção naval, pesca e produção de sal.

## Infraestrutura e Transporte
Porto Fuade é conectada à cidade de Porto Saíde por meio de balsas que atravessam o Canal de Suez, sendo uma rota vital para transporte de pessoas e mercadorias. A cidade também é conhecida por seus projetos de desenvolvimento urbano, incluindo melhorias em estradas, edifícios públicos e áreas residenciais.

## Cultura e Educação
A cidade abriga diversas instituições educacionais, incluindo: - A Academia Árabe de Ciência, Tecnologia e Transporte Marítimo. - Faculdades de comércio e engenharia da Universidade de Porto Saíde.

Eventos culturais e esportivos são realizados regularmente, destacando a rica herança marítima da região.